# Pteris abyssinica
Pteris abyssinica är en kantbräkenväxtart som beskrevs av Georg Hans Emmo Wolfgang Hieronymus. Pteris abyssinica ingår i släktet Pteris och familjen Pteridaceae. Inga underarter finns listade.